# Énergie en Slovénie
Le secteur de l'énergie en Slovénie s'approvisionne pour 52 % à partir de ressources locales et 48 % d'importations. En 2018, le pays produit 80 % de ses besoins en charbon (lignite) ; le nucléaire, la biomasse (bois) et l'hydroélectricité apportent les principales contributions à sa production locale d'énergie primaire.
L'électricité représentait 23,4 % de la consommation finale d'énergie en 2017 ; elle était produite en 2022 pour 27,3 % à partir des combustibles fossiles (lignite : 23,7 %, gaz naturel : 3,2 %), pour 41,1 % par la centrale nucléaire de Krško et pour 31,6 % des énergies renouvelables (hydroélectricité : 25,0 %, solaire : 4,7 %, biomasse : 1,8 %, éolien : 0,04 %, déchets : 0,06 %). La Slovénie exporte 9,6 % de l'électricité qu'elle consomme.
Les réseaux de chaleur représentaient 3,6 % de la consommation finale d'énergie en 2017. La chaleur qu'ils distribuent était produite surtout dans des centrales de cogénération, à partir de lignite pour 54 %, de gaz naturel pour 27 %, de biomasse pour 15 %.
Les émissions de CO2 liées à l'énergie s'élèvent en 2017 à 6,49 tonnes par habitant, supérieures de 49 % à la moyenne mondiale, de 42 % à celle de la France et inférieures de 25 % à celle de l'Allemagne.

## Production d'énergie primaire
La Slovénie a produit 3,57 Mtep d'énergie primaire en 2018, soit 52 % de ses besoins. Cette production se compose de 0,89 Mtep de charbon (80 % des besoins), 1,50 Mtep d'énergie nucléaire, 0,67 Mtep de biomasse, 0,40 Mtep d'hydroélectricité et 0,08 Mtep de solaire et éolien.
La production slovène de charbon est uniquement constituée de lignite, alors que le charbon importé est du charbon sub-bitumineux.
La biomasse est la première source d’énergie renouvelable en Slovénie : 19 % de l'approvisionnement en énergie primaire en 2018.

## Importations, transformations et consommations d'énergie primaire
La Slovénie a importé 6,47 Mtep d'énergie primaire et en a exporté 2,96 Mtep en 2018 ; le solde importateur net de 3,51 Mtep représente 51 % de la consommation intérieure d'énergie primaire du pays. Les importations sont surtout composées de produits pétroliers : 4,71 Mtep, de gaz naturel : 0,72 Mtep, d'électricité : 0,77 Mtep et de charbon : 0,21 Mtep. Les exportations comprennent surtout des produits pétroliers : 2,14 Mtep et de l'électricité : 0,81 Mtep.
Le pays consomme 2,30 Mtep de produits pétroliers en 2017, dont 78 % dans le secteur des transports, 6 % dans le secteur résidentiel, 6 % dans les usages non énergétiques (chimie) et 4 % dans le reste de l'industrie. La production d'électricité et de chaleur par cogénération absorbe la totalité des approvisionnements de charbon (national +importé) et 16 % des ressources gazières. La consommation finale de gaz naturel s'élève à 0,61 Mtep, dont 71 % dans l'industrie, 19 % dans le secteur résidentiel et 8 % dans le secteur tertiaire. La consommation finale de biomasse (bois) s'élève à 0,62 Mtep, dont 74 % dans le secteur résidentiel.

## Acteurs
Petrol group, compagnie de distribution de produits pétroliers créée en 1947 sous le nom de Jugopetrol et rebaptisée Petrol en 1953, a progressivement étendu ses activités de négoce à l'électricité en 2001, puis à la vente d'électricité aux consommateurs finaux en 2010, puis à huit marchés étrangers. En mars 2020, le groupe gère 509 stations-service, dont 318 en Slovénie, 109 en Croatie, etc.
Geoplin est la principale compagnie gazière slovène ; ses principaux actionnaires sont Petrol (74,3 %) et l'État (25 %).
Le groupe GEN, dont la société mère GEN energija est entièrement contrôlée par l'État, est composé pour l'essentiel des filiales NEK (Nuklearna elektrarna Krško : part slovène de la centrale nucléaire de Krško), TEB (centrale thermique de Brestanica), SEL (Savske elektrarne Ljubljana : centrales hydroélectriques), HESS (centrales hydroélectriques sur le cours inférieur de la Save), GEN-I (achat/vente d'électricité et de gaz naturel, y compris dans 16 voisins).
HSE (Holding Slovenske elektrarne), autre compagnie publique, créée en 2001, exploite les principales centrales hydroélectriques et thermiques (Brestanica et Šoštanj) et la mine de lignite de Velenje. Elle assure 69 % de la production électrique du pays.
ELES (Elektro-Slovenija), appartenant également à l'État, est l'opérateur du réseau de transport électrique slovène, long de 2 859 km.

## Secteur électrique
L'électricité représente 23,4 % de la consommation finale d'énergie en 2017.
Les centrales électriques slovènes ont produit 13,63 TWh en 2022, dont 27,3 % à partir des combustibles fossiles (lignite : 23,7 %, gaz naturel : 3,2 %, pétrole : 0,4 %), 41,1 % de la centrale nucléaire et 33,3 % des énergies renouvelables (hydroélectricité : 25,0 %, solaire : 4,7 %, biomasse : 1,8 %, éolien : 0,04 %, déchets : 0,06 %). La Slovénie a importé 10,20 TWh et exporté 8,75 TWh en 2018 ; le solde exportateur de 1,45 TWh représente 9,6 % de la consommation brute du pays.
La Slovénie a importé 8,93 TWh et exporté 9,43 TWh en 2018 ; le solde exportateur de 0,5 TWh représente 3,1 % de la production du pays. Les principaux pays de provenance des importations ont été la Croatie (4,77 TWh, soit 53 %) et l'Autriche (4,02 TWh, soit 46 %) ; les exportations sont allés à l'Italie (6,74 TWh, soit 72 %) et à la Croatie (2,18 TWh, soit 23 %).

### Centrales thermiques fossiles

Centrales thermiques en Slovénie
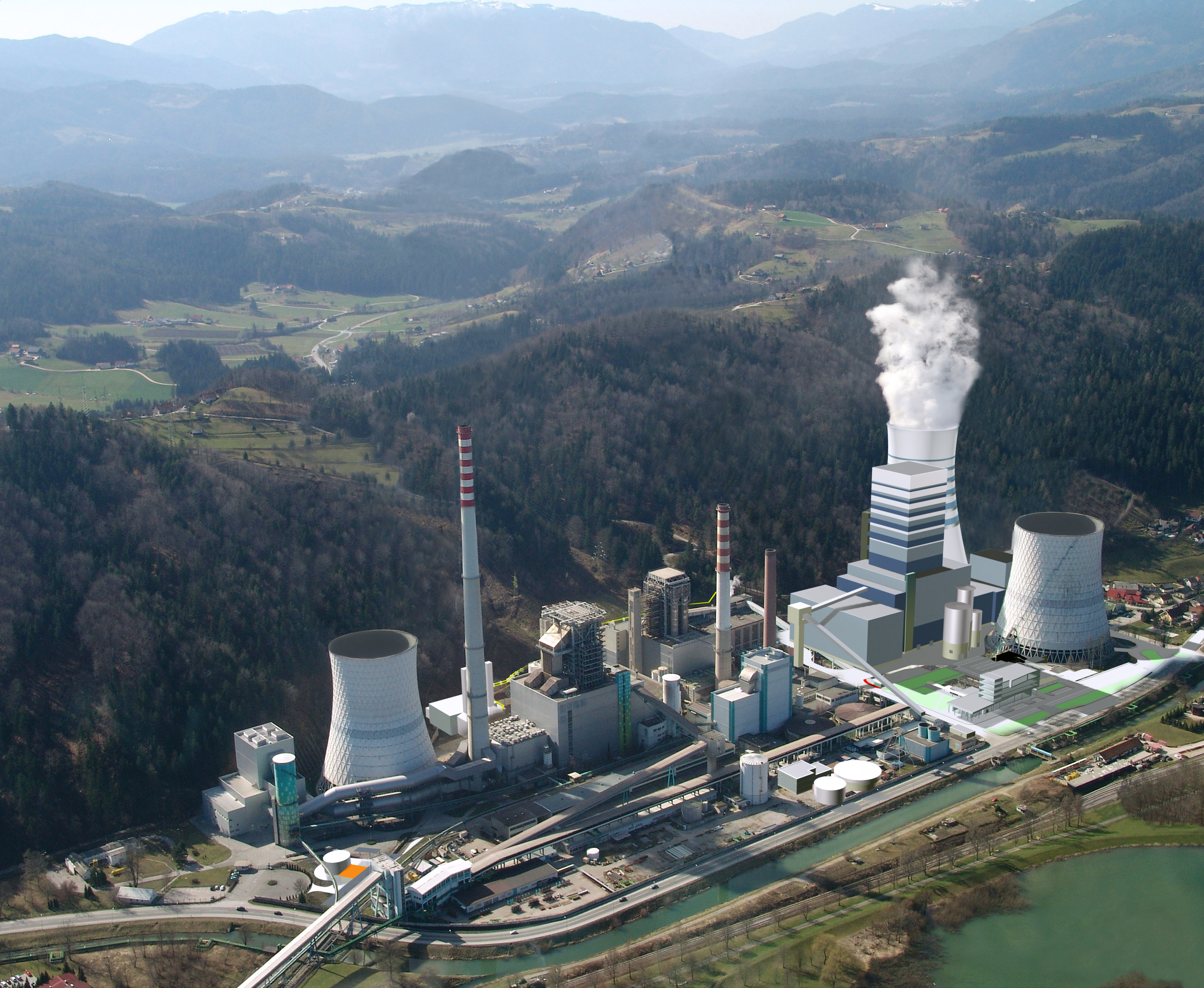
Centrale thermique de Šoštanj, 2010.
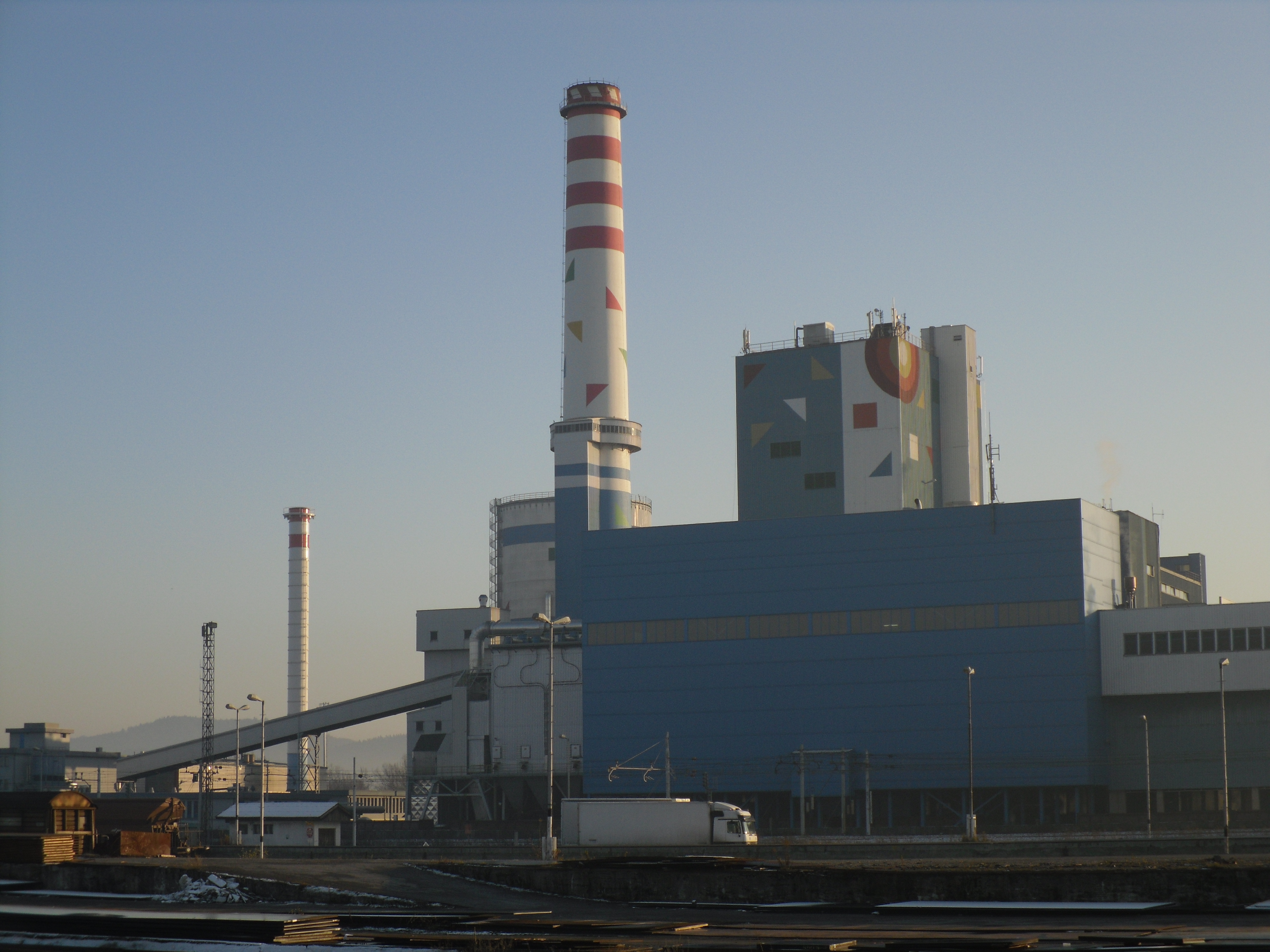
Centrale thermique de cogénération Toplarna à Llubljana, 2011.
Centrale thermique de Trbovlje (fermée en 2014) dans la vallée de la Save en 2010.

Les centrales thermiques à combustibles fossiles produisent 38 % de l'électricité du pays, à partir de gaz naturel : 23 %, lignite : 15 % et pétrole : 0,2 %.
La centrale thermique de Šoštanj, construite de 1947 à 1956 puis agrandie en 1956, 1973 et 2015, est exploitée par une filiale de HSE. Sa puissance installée est de 1 029 MW, dont deux unités à lignite (345 MW et 600 MW) et deux à gaz (2 x 42 MW) ; elle produit en moyenne 3 500 à 3 800 GWh par an, soit environ le tiers de l'électricité du pays ; elle produit de plus 300 à 350 GWh de chaleur pour le réseau de chauffage urbain de la vallée de Šaleška. Elle consomme annuellement 3,5 à 3,8 Mt de lignite.
La centrale thermique de cogénération Toplarna Llubljana comprend trois unités de 42 MW, 32 MW et 50 MW ; inaugurée en 1966, elle produit électricité et chaleur à partir de lignite et de bois ; il était prévu dès 2014 de remplacer le lignite par du gaz naturel. Un projet de construction d'une nouvelle centrale de cogénération (gaz naturel ou fioul léger) d’une puissance de 110 MW a été lancé en 2019, afin de remplacer la production d’énergie thermique au charbon par le gaz naturel, réduisant ainsi la consommation de charbon de 70 %.
La centrale thermique de Brestanica est constituée de turbines à gaz d'une puissance totale de 297 MW ; c'est une centrale de pointe et de secours.

### Centrale nucléaire

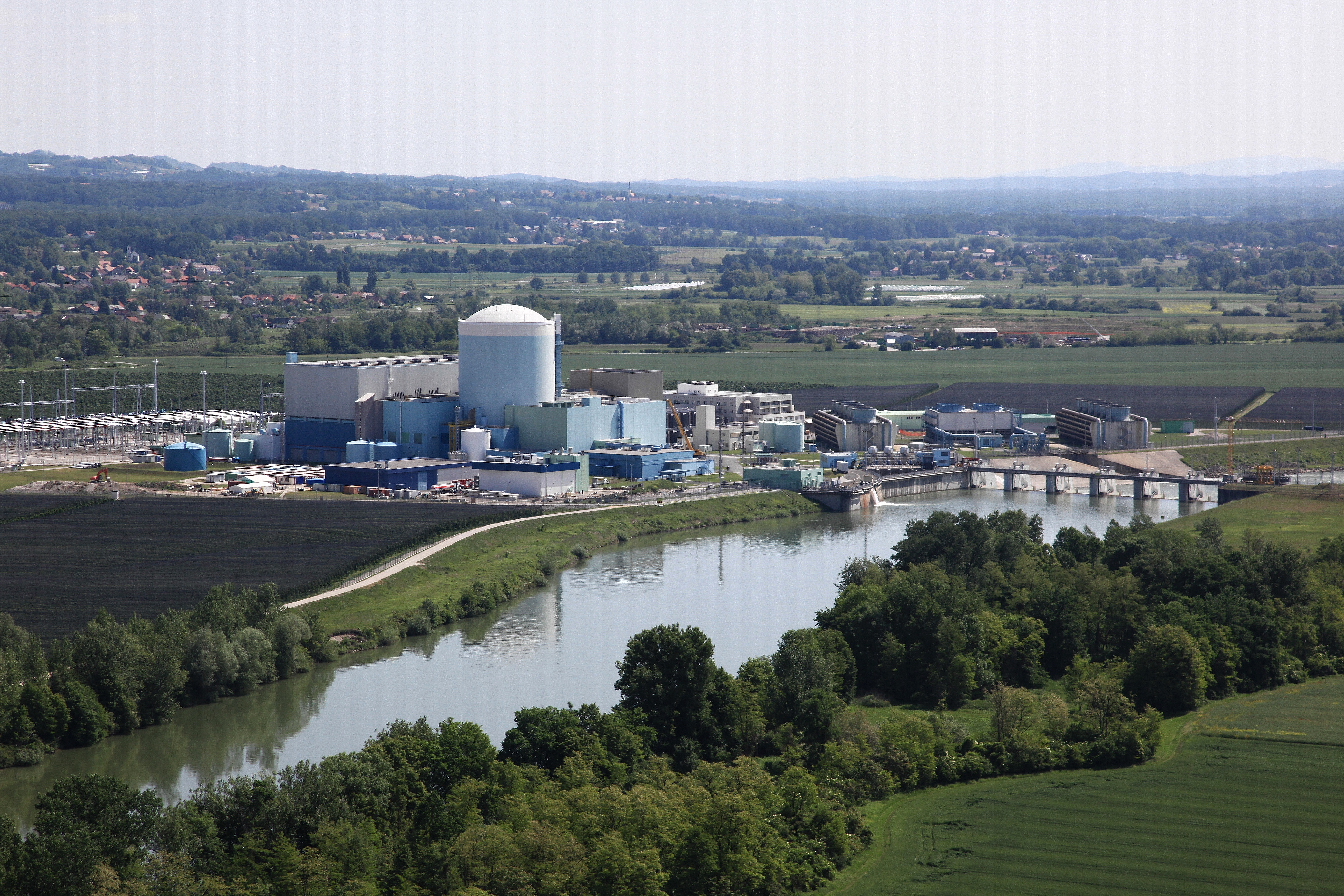
Centrale nucléaire de Krško, 2018.

La Centrale nucléaire de Krško, construite de 1975 à 1983 dans la municipalité de Krško, à 78 km à l'est de la capitale slovène Ljubljana et à environ 10 km de la frontière avec la Croatie, en partenariat à parts égales entre la Slovénie et la Croatie, est équipée d'un réacteur à eau pressurisée (REP) commandé à la société américaine Westinghouse. Sa puissance électrique nette est de 688 MW ; elle a produit 5,97 TWh en 2017, 5,49 TWh en 2018 et 5,53 TWh en 2019.
En 2016, les deux pays ont décidé la prolongation de la durée de son exploitation, jusqu'en 2043. En août 2019, le Premier ministre slovène, Marjan Sarec, s'est dit favorable à un projet de construction d'un deuxième réacteur nucléaire, pour répondre aux besoins énergétiques croissants de ses habitants et réduire sa dépendance aux énergies fossiles.
La seconde centrale en projet, nommée JEK 2, sera dotée d’un ou deux réacteurs pour une puissance totale située entre 1 000 et 2 400 MW. EDF a proposé deux réacteurs EPR de 1 200 MW ou un EPR de 1 600 MW. Un futur appel d’offres opposerait probablement EDF, le coréen KHNP et l’américain Westinghouse. Un référendum était initialement prévu pour le 24 novembre 2024, mais des critiques ont amené le Premier ministre slovène Robert Golob à le reporter à 2028 après une meilleure information du public. La construction débuterait ainsi en 2032.

### Énergies renouvelables

Énergies renouvelables en Slovénie
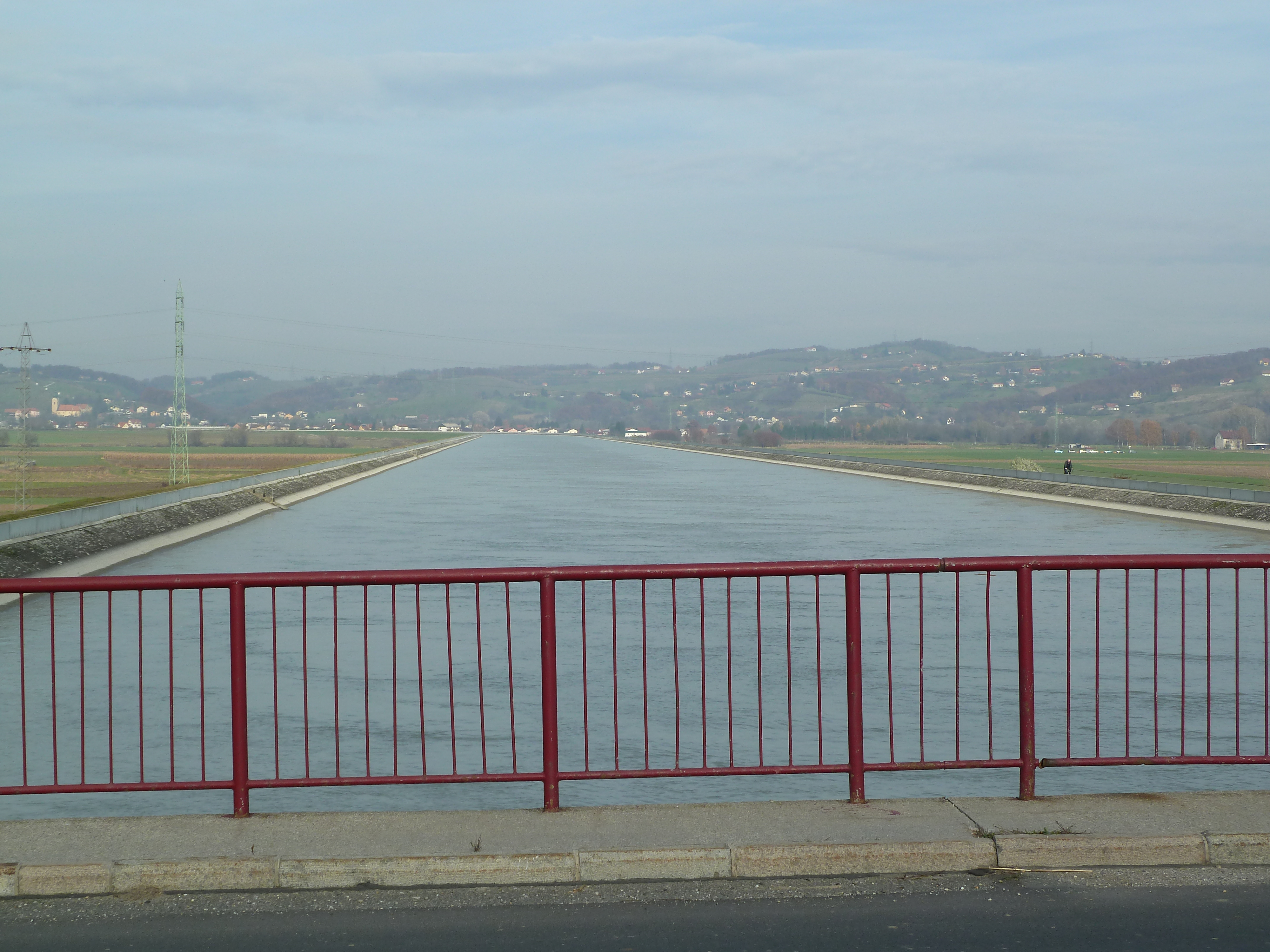
Canal d'amenée de la centrale hydroélectrique de Zlatoličje (136 MW), sur la Drave, 2012.
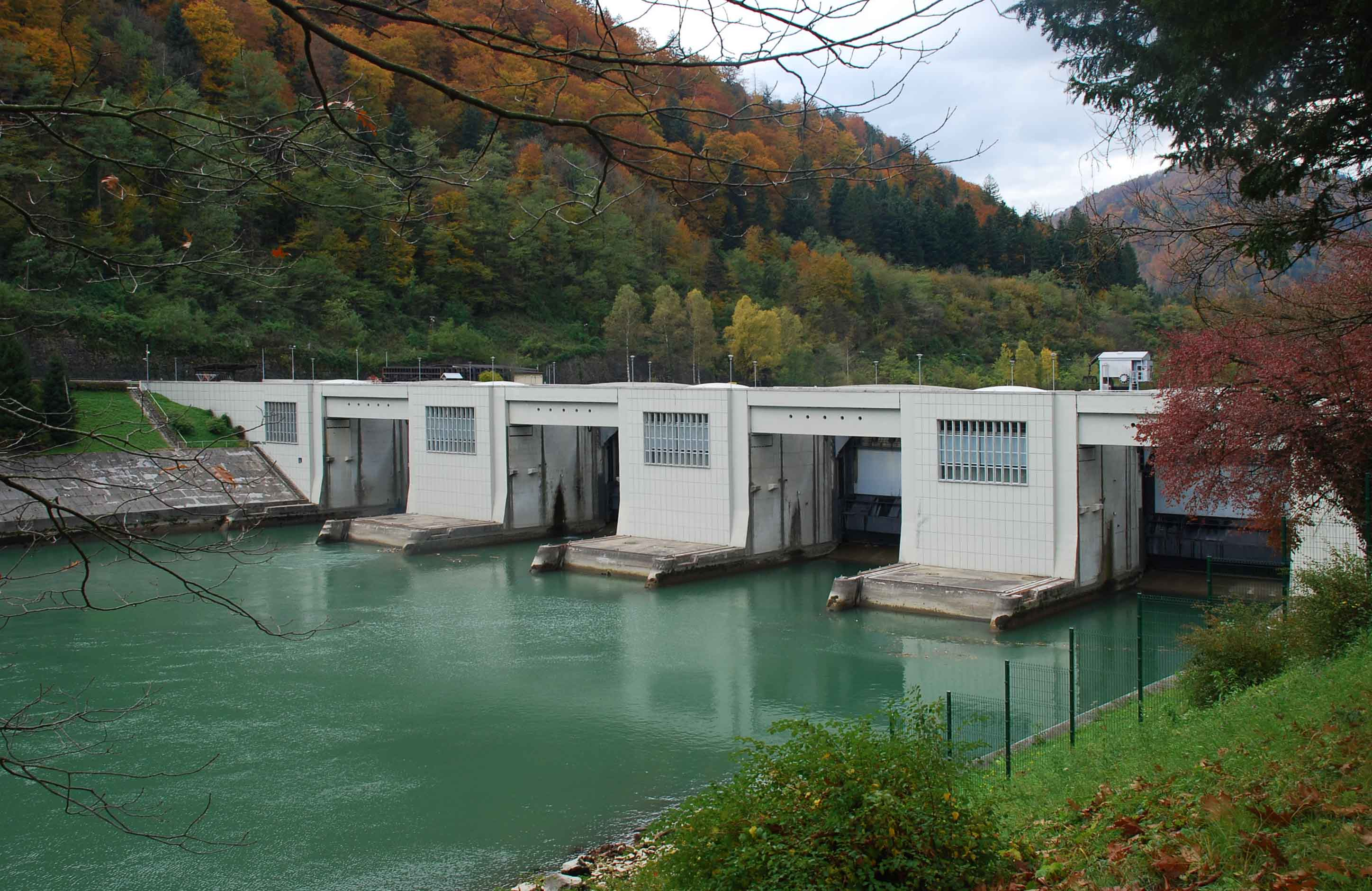
Centrale hydroélectrique d'Ožbalt (73 MW), sur la Drave, 2010.
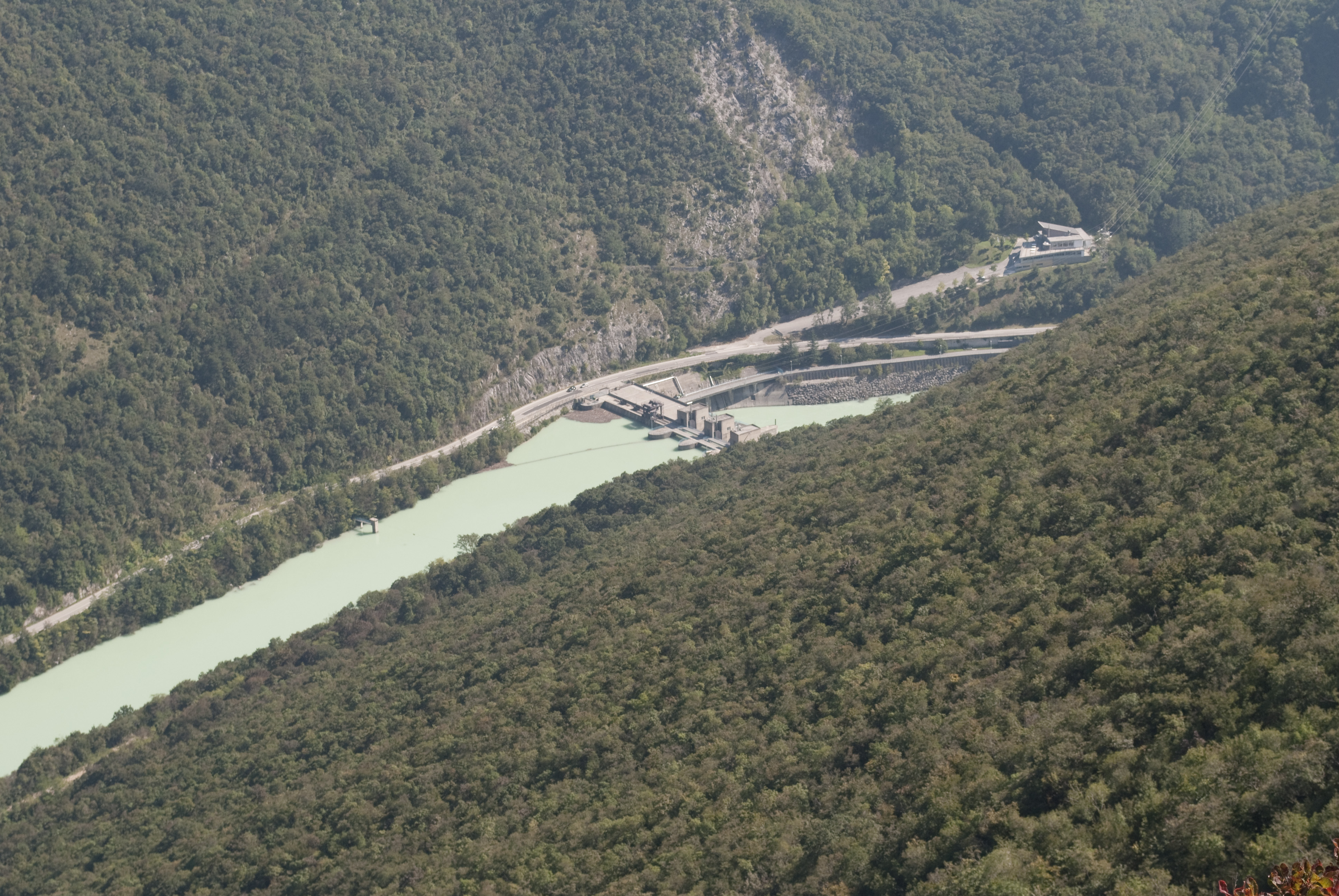
Centrale hydroélectrique de Solkan (32 MW) sur la Soča, 2010.
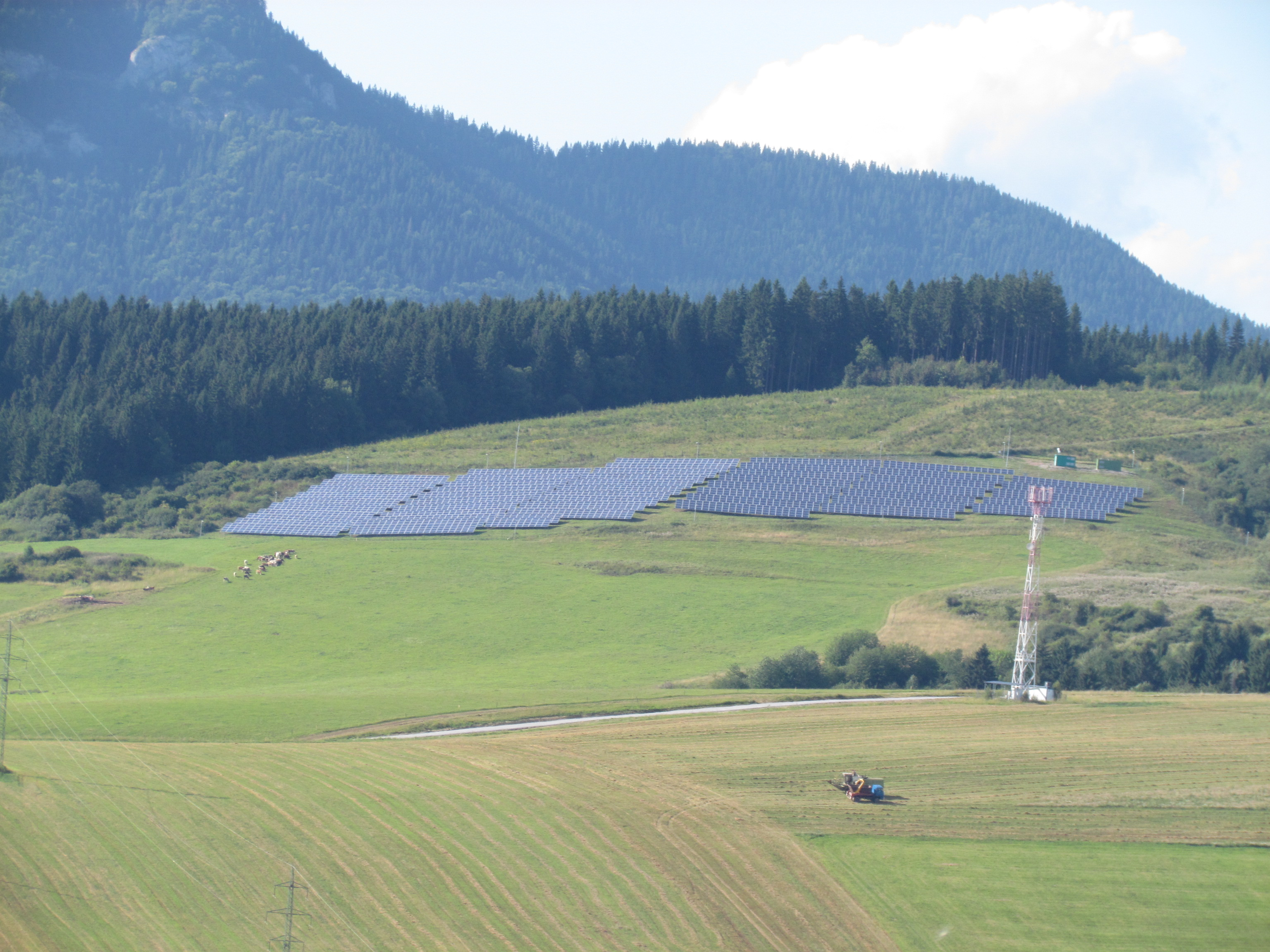
Centrale solaire de Pavlova Vas, municipalité de Brežice, 2012.

La part des énergies renouvelables dans la production d'électricité atteignait 11,6 % en 2018 (biomasse : 6,6 %, éolien : 1,9 %, solaire : 1,9 %, hydroélectricité : 0,7 %, déchets : 0,5 %).

#### Hydroélectricité
La Slovénie compte 337 barrages en 2018. Sur la Save, un affluent du Danube, huit barrages se succèdent, et onze autres sont à l'étude.
La Slovénie se classe au 26e rang européen (sur 43) par sa puissance installée hydroélectrique : 1 524 MW, dont 180 MW de pompage-turbinage ; sa production hydroélectrique s'est élevée à 4,56 TWh en 2019 ; en comparaison, la Croatie a produit 5,88 TWh et l'Autriche 42,67 TWh.
Les centrales hydroélectriques du groupe GEN ont produit 610 GWh en 2019, soit 18 % de la production du groupe. SEL : Moste HPP, Mavčiče HPP, Medvode HPP, Vrhovo HPP HESS : Boštanj HPP, Arto - Blanca HPP, Krško HPP, Brežice HPP
La centrale de pompage-turbinage d'Avče (180 MW en pompage, 185 MW en turbinage) a été mise en service en 2010 près du village d'Avče dans l'ouest du pays, sur la Soča, près de Nova Gorica.
La chaine de la Drave compte huit barrages hydroélectriques exploité par DEM (Dravske elektrarne Maribor), filiale de HSE, d'amont en aval : Dravograd, Vuzenica, Vuhred, Ožbalt, Fala, Mariborski, Zlatoličje et Formin.
La centrale de Zlatoličje (136 MW), la plus grande de Slovénie, mise en service en 1968 puis reconstruite de 2007 à 2013, est l'avant-dernière centrale de la chaine de la Drave ; elle produit en moyenne 577 GWh par an.
La centrale de Formin (116 MW), reconstruite en 1978, est la dernière centrale de la chaine de la Drave ; elle produit en moyenne 548 GWh par an.

#### Éolien
Le parc éolien slovène atteint fin 2019 une puissance installée de 337 MW ; il s'est accru de 21 MW en 2019. Sa production d'électricité s'élevait à 700 GWh en 2019, au 21e rang dans l'Union européenne. Sa part dans la production d'électricité du pays était en 2018 de 1,9 %.

#### Solaire
La production photovoltaïque de la Slovénie atteignait 644 GWh en 2022, soit 4,7 % de la production d'électricité du pays, contre 453 GWh en 2021, en progression de 42 %.
Selon EurObserv'ER, la Slovénie a produit 913 GWh en 2023, en progression de 41 %, soit 0,4 % de la production de l'Union européenne (UE), au 17e rang des producteurs photovoltaïques de l'UE, loin derrière l'Allemagne (25,1 %), l'Espagne (17,6 %), l'Italie (12,6 %), la France (9,5 %), les Pays-Bas (8,7 %), la Pologne (4,7 %) et la Grèce (3,4 %).
En 2023, la Slovénie a installé 408 MWc, soit 0,8 % du marché de l'Union européenne, loin derrière l'Allemagne (27,5 %), l'Espagne (13,7 %), l'Italie (9,9 %), la Pologne (9,2 %), les Pays-Bas (8,1 %) et la France (6 %). La puissance installée du parc photovoltaïque slovène atteint 1 034 MWc, en progression de 65 %, soit 0,4 % du total de l'UE, au 18e rang européen, loin derrière l'Allemagne (82 191 MWc, soit 32 %), l'Espagne (30 612 MWc, 11,9 %), l'Italie (30 300 MWc, 11,8 %), les Pays-Bas (23 904 MWc, 9,3 %), la France (20 451 MWc, 8 %) et la Pologne (17 057 MWc, 6,6 %). Sa puissance installée par habitant atteignait 488,4 Wc fin 2023, inférieure de 15 % à la moyenne de l'Union européenne (572,5 Wc), au 19e rang européen, loin derrière les Pays-Bas (1 342,1 Wc), l'Allemagne (974,3 Wc) et l'Espagne (636,6 Wc), mais devant la France (300 Wc).
La puissance installée des installations solaires photovoltaïques en Slovénie atteignait 1 277 MWc en 2019, au 13e rang européen, contre 726 MWc, soit une augmentation de 653 MWc en un an (+76 %). Leur production d'électricité s'élevait à 950 GWh en 2019 (15e rang européen) contre 620 GWh en 2018. La puissance installée photovoltaïque par habitant se situait fin 2019 à 130,7 Wc, au 16e rang européen, soit 51 % de la moyenne de l'Union européenne : 254,5 Wc (Allemagne : 590,4 Wc, Tchéquie : 197,2 Wc, Autriche : 187,5 Wc, France : 157,9 Wc). La part du solaire dans la production d'électricité du pays était en 2018 de 1,9 %.
DEM (Dravske elektrarne Maribor) a installé des centrales solaires sur les bâtiments et emprises de quatre de ses centrales hydroélectriques de la Drave ; la plus importante, celle de Zlatoličje, mise en service en 2011, a une puissance de 777 kWc et produit 893 MWh/an.

## Réseaux de chaleur
Les réseaux de chaleur représentent 3,6 % de la consommation finale d'énergie en 2017.
La chaleur qu'ils distribuent est produite à partir de lignite pour 54 %, de gaz naturel pour 27 %, de biomasse pour 15 %, de produits pétroliers pour 2 %, des déchets pour 1,4 %. Elle est consommée en 2017 à 44 % par le secteur résidentiel, 28 % par l'industrie et 28 % par le secteur tertiaire.

## Émissions deCO2
En 2017, les émissions de CO2 liées à l'énergie par habitant atteignaient 6,49 tonnes, supérieures de 49 % à la moyenne mondiale : 4,37 tonnes, de 42 % à celle de la France : 4,56 tonnes et inférieures de 25 % à celle de l'Allemagne : 8,70 tonnes.